# Triti
El triti, T o 3H és un isòtop de l'hidrogen, constituït per un protó i dos neutrons. Hom el troba a l'aigua natural amb una abundància del 10–18 de la de l'hidrogen natural. La seva massa atòmica és ma = 3,016 049 u, essent el més pesant dels tres isòtops naturals de l'hidrogen. No és estable i té un període de semidesintegració de 12,32 anys transformant-se en heli 3 per emissió d'una partícula β–. El nom prové del grec τρίτος trítos ‘tercer’, per ser el tercer isòtop de l'hidrogen descobert.
A diferència de la resta d'elements químics, els isòtops de l'hidrogen s'anomenen d'una manera específica: així es parla de proti (H), fent referència a l'isòtop més comú, compost per un sol protó; de deuteri (D), isòtop que conté un protó, i un neutró; o de triti, que té un protó i dos neutrons.

## Història
L'existència del triti fou predita el 1926 pel visionari estatunidenc Walter Russell (1871–1963) al seu llibre The Universal One, usant una taula periòdica espiral de la seva invenció. El 1934, el físic britànic Ernest Rutherford (1871-1937), treballant amb Mark Oliphant (1901-2000), metge australià, i Paul Harteck (1902-1985), fisicoquímic alemany, foren els primers a obtenir-lo bombardejant deuteri amb deuterons segons la reacció:
{\displaystyle {\ce {_1^2D + _1^2D -> _1^1H + _1^3T}}}

Els tres isòtops naturals de l'hidrogen.

Tanmateix, Rutherford i el seu equip foren incapaços d'aïllar-lo. El primer a aïllar-lo fou el físic estatunidenc Luis Alvarez, (1911-1988) qui deduí també que el triti havia de ser radioactiu. El químic estatunidenc Willard Frank Libby (1908-1980) i l'alemany Aristid von Grosse (1905-1985) demostraren que el triti està present a l'aigua natural, probablement produït per l'acció dels raigs còsmics sobre el nitrogen atmosfèric. També descobriren que el triti es podia fer servir per a la datació isotòpica de l'aigua, i per extensió de mostres geològiques i de vins.

## Origen natural

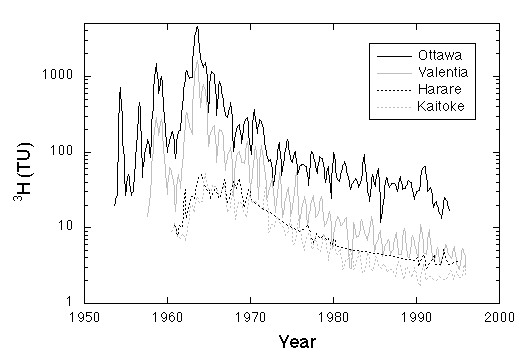
Triti present en la precipitació des del 1950. L'increment que s'observa al principi és degut a les proves d'armes nuclears.

El triti es forma de manera natural, per l'efecte dels raigs còsmics sobre l'atmosfera. La reacció més important d'aquest procés natural de formació del triti, es dona quan un neutró ràpid que arriba de l'espai interacciona amb el nitrogen 14 a les capes altes de l'atmosfera i produeix nitrogen 15, que a continuació es desintegra en triti i carboni 12:
{\displaystyle {}_{7}^{14}{\hbox{N}}+{}^{1}{\hbox{n}}\to {}_{7}^{15}{\hbox{N}}\to {}_{6}^{12}{\hbox{C}}+{}_{1}^{3}{\hbox{T}}}Altres reaccions que també es produeixen a l'atmosfera són: 16O(p, 3H)14O, 14N(p, 3H)12N, 16O(p, 3H)14O.

La taxa de producció natural de triti és d'uns 0,25 àtoms cm–2 s–1 (cada 4 s es forma un àtom a cada cm² de superfície). Un cop format, el triti s'incorpora ràpidament a les molècules d'aigua, per oxidació formant H3HO o HTO, i resideix a l'estratosfera inferior durant 1-10 anys. Lentament, aquestes molècules passen a la troposfera inferior i la pluja de l'aigua tritiada es produeix en un interval de temps d'entre 5 i 20 dies. D'aquesta manera, l'HTO s'introdueix en el cicle hidrològic, on actua com una valuosa etiqueta per a l'aigua que ha estat a l'atmosfera durant els últims trenta anys aproximadament. El contingut de triti de les aigües naturals s'expressa en unitats de triti, TU, una TU equival a una abundància d'un àtom de triti per cada 1018 àtoms d'hidrogen.

Diagrama energètic del decaïment del triti en heli 3 per emissió d'una partícula β^{–}.

La concentració de triti a l'atmosfera augmentà més de cent vegades quan començaren les proves d'armes termonuclears a l'atol de Bikini el març de 1954. Després de 1963, els nivells de triti de les precipitacions començaren a disminuir gradualment a causa de la desintegració radioactiva i el cessament de les proves d'armes nuclears atmosfèriques.
Com que el triti té un període de semidesintegració relativament curt de 12,3 anys., el triti produït a l'atmosfera no s'acumula durant períodes geològics i la seva abundància natural és negligible. Decau amb emissió d'una partícula β– i forma heli 3:
{\displaystyle {\ce {_1^3T -> _2^3He + _{-1}^0e}}}

## Obtenció
A causa de la seva poca concentració natural, el triti s'ha de sintetitzar per a tot ús comercial. El triti es produeix com a producte de la fissió nuclear en proves d'armes nuclears i en reactors nuclears amb un rendiment d'aproximadament 0,01-0,02 %. Altres fonts de triti als reactors nuclears d'aigua lleugera són l'activació del bor contingut en el refrigerant, així com l'activació del bor en les barres de control segons l'equació:
{\displaystyle \mathrm {_{5}^{10}B+_{0}^{1}n} \longrightarrow \mathrm {_{1}^{3}T+2\ _{2}^{4}He} }
Un gran reactor nuclear comercial produeix uns 2 g de triti per any. Aquest triti s'incorpora generalment al combustible nuclear i al revestiment i no s'aprofita. Per a l'obtenció de triti s'empren reactors nuclears dissenyats per optimitzar la generació de triti i materials nuclears especials com el 239Pu. La major part del triti es produeix per absorció de neutrons d'objectius de liti segons la reacció:
{\displaystyle {}_{3}^{6}{\hbox{Li}}+{}^{1}{\hbox{n}}\to {}_{2}^{4}{\hbox{He}}+{}_{1}^{3}{\hbox{T}}}
El liti es prepara en forma d'aliatge amb magnesi o alumini que reté gran part del triti fins que s'allibera mitjançant tractament amb àcid. Alternativament, el triti es pot produir mitjançant la irradiació de neutrons de fluorur de liti LiF enriquit a 450 °C en un buit i després es pot recuperar dels productes gasosos per difusió a través d'una barrera de pal·ladi. Com a resultat de la producció massiva de triti per a dispositius termonuclears i de la investigació sobre la producció d'energia mitjançant reaccions de fusió, el triti està disponible a un preu econòmic a escala megacurie amb finalitats pacífiques. La forma més convenient d'emmagatzemar el gas és fent-lo reaccionar amb urani finament dividit per donar el trihidrur d'urani UT3 de la qual es pot alliberar escalfant per sobre de 400 °C.
El triti també es pot produir en acceleradors bombardejant 3He amb neutrons, tot i que aquest enfocament no s'ha demostrat a gran escala. També se sintetitza de manera industrial, en reactors nuclears per activació neutrònica del liti-6.

## Aplicacions

### Indústria armamentista

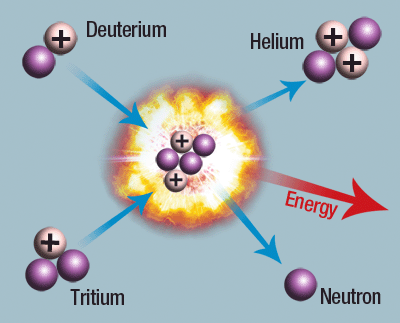
Representació d'una reacció de fusió nuclear entre el deuteri i el triti.

El triti, produït en reactors nuclears, s'utilitza per a produir bombes d'hidrogen. En les armes termonuclears, una bomba d'implosió aconsegueix una massa crítica mitjançant la compressió interior de material fissionable, com el plutoni. El dispositiu és típicament esfèric, amb la closca més externa formada per explosius convencionals. La part més interna conté un pou de plutoni buit ple d'alguna forma de combustible d'hidrogen, probablement triti en forma gasosa. A mesura que la capa més externa de l'esfera explota, la calor i l'energia es dirigeixen cap al centre mitjançant una sèrie de lents explosives, i el pou de plutoni comença a encongir-se en si mateix. La densitat de les partícules augmenta ràpidament, escopint neutrons lliures addicionals i provocant una reacció en cadena que resulta en una explosió nuclear. La fissió nuclear del plutoni provoca una elevada pressió sobre els isòtops d'hidrogen, la qual cosa provoca una fusió nuclear dels isòtops d'hidrogen. La fusió nuclear crea energia combinant dos isòtops d'hidrogen, el deuteri 2H i el triti 3H, per donar heli 4 i un neutró. Quan es fusionen, els neutrons addicionals dins dels nuclis d'aquests isòtops s'alliberen en forma d'energia. La reacció és:
{\displaystyle {\ce {^3_1H + ^2_1H -> ^4_2He + ^1_0n}}}

També s'empra en la indústria armamentista, per a millorar la visibilitat en visors per a fusells, on 

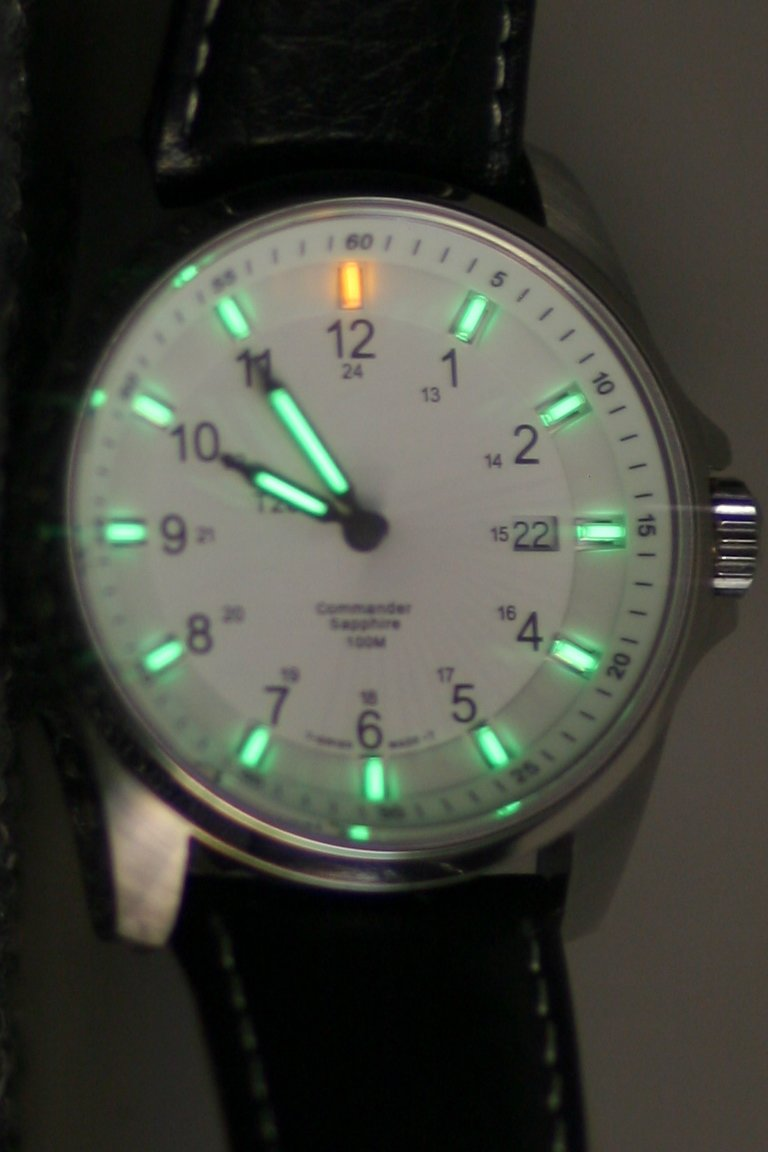
Rellotge militar suís il·luminat amb radioluminescència de triti.

### Autoil·luminació
El triti es fa servir com a font de radiació en pintures lluminoses. Els electrons (partícules β–) emesos per petites quantitats de triti, incideixen sobre sulfur de zinc, que és fosforescent, i provoquen que brilli en la foscor. Aquest fenomen s'anomena radioluminiscència. Això permet la construcció de dispositius autoil·luminats fets servir en rellotges i senyals d'emergència, per exemple a les pistes dels aeroports. En alguns països, es fa servir per a fabricar clauers que brillen en la foscor. Les emissions β del triti són poc energètiques (energia màxima de 18,59 keV), per la qual cosa no representen cap perill per a la salut humana. Abans es feia ús del radi 226 amb radiacions molt més energètiques (energia màxima 4,87 MeV), actualment prohibit per provocar càncer d'ossos.

### Datació
Les mesures de triti s'utilitzen sovint per calcular les taxes de recàrrega, les taxes o les direccions del flux subterrani i els temps de residència. A aquests efectes, s'han d'avaluar amb precisió les variacions estacionals, anuals i espacials del contingut de triti de les precipitacions. Això és difícil de fer a causa de les dades limitades disponibles, sobretot abans dels anys seixanta. Si no es coneix la concentració inicial de 3H a l'atmosfera, un mètode alternatiu de datació és analitzar les aigües tant per 3H com per 3He. Com que el 3H decau a 3He, és possible utilitzar el component tritiogènic 3He de l'heli a les aigües subterrànies com a traçador quantitatiu de l'edat de l'aigua des que es separà de l'atmosfera.

### Marcador químic

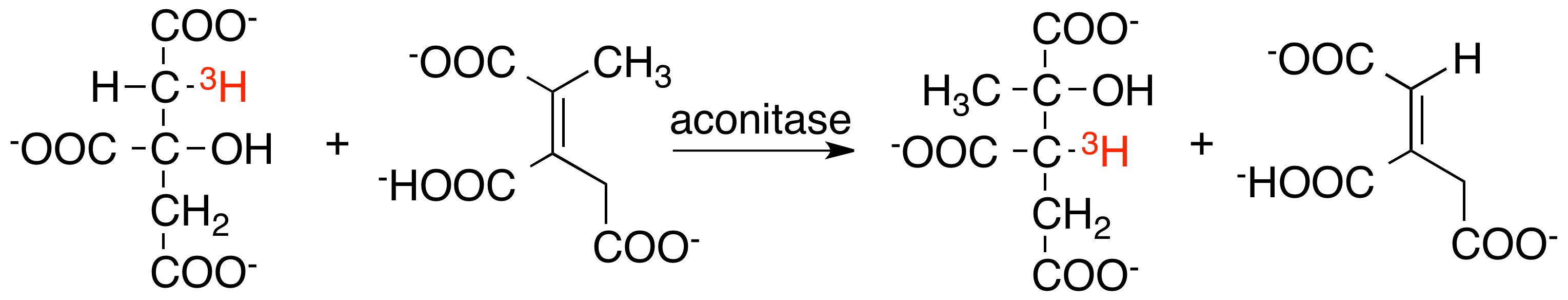
Reacció química on un dels reactius està marcat amb triti per poder relacionar l'estructures del producte amb la del reactiu.

També és sovint usat com a marcador químic en laboratoris. La timidina amb triti, es fa servir en assaigs de proliferació cel·lular. Aquest nucleòsid s'incorpora en l'ADN de les cèl·lules a mesura que es replica durant la divisió cel·lular. L'èxit de la proliferació cel·lular, es pot determinar per la radioactivitat de la mostra.

### Bateries betavoltaiques
El triti també s'empra en petites bateries atòmiques. Una bateria de triti és una cèl·lula betavoltaica que aprofita la descomposició del triti per generar electricitat. La tecnologia utilitza unions de semiconductors per convertir l'energia cinètica de les partícules β– en energia elèctrica, de manera similar a com les cèl·lules fotovoltaiques converteixen la llum en electricitat. Les bateries betavoltaiques de triti s'estan utilitzant per alimentar petits dispositius que compleixen una àmplia varietat de funcions. Per exemple, s'estan desenvolupant bateries de triti per alimentar marcapassos cardíacs sense cable que duraran el doble i seran molt més petites, una sisena part de la mida actual. La mida, la vida útil i la seguretat d'aquests marcapassos els converteixen en seriosos candidats per aplicacions mèdiques. Es poden implantar al cos amb facilitat i no causen danys a la zona circumdant.